# Pattinaggio di figura alla XXIX Universiade invernale
Le gare di pattinaggio di figura della XXIX Universiade invernale si sono svolte dal 6 al 9 marzo 2019 alla Platinum Arena di Krasnojarsk. Sono state assegnate le medaglie nel singolo maschile, nel singolo femminile, nel pattinaggio a coppie, nella danza su ghiaccio e nel pattinaggio sincronizzato.

## Podio
| Evento                             | Oro                               | Punteggio | Argento                             | Punteggio | Bronzo                                 | Punteggio |
| Singolo maschile dettagli          | Matteo Rizzo                      | 273.54    | Maksim Kovtun                       | 259.49    | Moris Qvitelashvili                    | 258.02    |
| Singolo femminile dettagli         | Mai Mihara                        | 220.68    | Elizabet Tursynbaeva                | 214.77    | Stanislava Konstantinova               | 205.91    |
| Coppie dettagli                    | Alisa Efimova / Alexander Korovin | 171.01    | Anastasia Poluianova / Dmitry Sopot | 169.99    | Alexandra Koshevaya / Dmitry Bushlanov | 151.78    |
| Danza su ghiaccio dettagli         | Betina Popova / Sergey Mozgov     | 183.01    | Sofia Evdokimova / Egor Bazin       | 181.33    | Adelina Galyavieva / Louis Thauron     | 177.23    |
| Pattinaggio sincronizzato dettagli | Team Unique                       | 228.79    | Marigold IceUnity                   | 224.97    | Tatarstan                              | 218.22    |

## Risultati in dettaglio

### Singolo maschile
| Posizione                       | Nome                  | Nazione       | Punti totali | SP | SP    | FS   | FS     |
| ------------------------------- | --------------------- | ------------- | ------------ | -- | ----- | ---- | ------ |
| 1                               | Matteo Rizzo          | Italia        | 273.54       | 2  | 90.78 | 1    | 182.76 |
| 2                               | Maxim Kovtun          | Russia        | 259.49       | 1  | 91.74 | 3    | 167.75 |
| 3                               | Moris Qvitelashvili   | Georgia       | 258.02       | 5  | 82.71 | 2    | 175.31 |
| 4                               | Alexander Samarin     | Russia        | 246.20       | 6  | 82.41 | 4    | 163.79 |
| 5                               | Andrei Lazukin        | Russia        | 245.73       | 3  | 88.63 | 5    | 157.10 |
| 6                               | Kazuki Tomono         | Giappone      | 232.91       | 7  | 81.16 | 6    | 151.75 |
| 7                               | Hiroaki Sato          | Giappone      | 229.97       | 4  | 84.92 | 7    | 145.05 |
| 8                               | Shu Nakamura          | Giappone      | 214.50       | 9  | 73.39 | 8    | 141.11 |
| 9                               | Slavik Hayrapetyan    | Armenia       | 214.30       | 8  | 78.73 | 10   | 135.57 |
| 10                              | Adrien Tesson         | Francia       | 201.09       | 11 | 66.17 | 11   | 134.92 |
| 11                              | Mattia Dalla Torre    | Italia        | 199.08       | 12 | 63.14 | 9    | 135.94 |
| 12                              | Daniel Albert Naurits | Estonia       | 189.51       | 10 | 70.91 | 13   | 118.60 |
| 13                              | Lee June-hyoung       | Corea del Sud | 187.25       | 13 | 60.68 | 12   | 126.57 |
| 14                              | Burak Demirboğa       | Turchia       | 176.22       | 15 | 60.13 | 14   | 116.09 |
| 15                              | Artur Panikhin        | Kazakistan    | 160.33       | 17 | 54.82 | 16   | 105.51 |
| 16                              | Liu Runqi             | Cina          | 158.84       | 19 | 54.38 | 17   | 104.46 |
| 17                              | Byun Se-jong          | Corea del Sud | 157.51       | 22 | 50.89 | 15   | 106.62 |
| 18                              | Tim Huber             | Svizzera      | 156.38       | 16 | 55.38 | 18   | 101.00 |
| 19                              | Roman Galay           | Finlandia     | 154.98       | 14 | 60.33 | 20   | 94.65  |
| 20                              | Marco Klepoch         | Slovacchia    | 151.68       | 21 | 53.82 | 19   | 97.86  |
| 21                              | Gaizka Madejon Cambra | Spagna        | 148.37       | 18 | 54.82 | 22   | 93.55  |
| 22                              | Lap Kan Lincoln Yuen  | Hong Kong     | 148.36       | 20 | 54.04 | 21   | 94.32  |
| 23                              | Li Yuheng             | Cina          | 137.95       | 23 | 48.79 | 23   | 89.16  |
| 24                              | Harry Hau Yin Lee     | Hong Kong     | 121.69       | 24 | 43.69 | 24   | 78.00  |
| Non ammessi al programma libero |                       |               |              |    |       |      |        |
| 25                              | Manuel Drechsler      | Austria       | 38.00        | 25 | 38.00 | N.D. | N.D.   |
| 26                              | Ruanh Oliveira        | Brasile       | 12.41        | 26 | 12.41 | N.D. | N.D.   |

### Singolo femminile
| Posizione                       | Nome                     | Nazione             | Punti totali | SP | SP    | FS       | FS       |
| ------------------------------- | ------------------------ | ------------------- | ------------ | -- | ----- | -------- | -------- |
| 1                               | Mai Mihara               | Giappone            | 220.68       | 1  | 75.92 | 2        | 144.76   |
| 2                               | Elizabet Tursynbaeva     | Kazakistan          | 214.77       | 4  | 67.57 | 1        | 147.20   |
| 3                               | Stanislava Konstantinova | Russia              | 205.91       | 2  | 70.25 | 3        | 135.66   |
| 4                               | Maé-Bérénice Méité       | Francia             | 179.56       | 6  | 62.73 | 5        | 116.83   |
| 5                               | Park So-youn             | Corea del Sud       | 175.66       | 10 | 52.71 | 4        | 122.95   |
| 6                               | Hina Takeno              | Giappone            | 175.38       | 3  | 67.69 | 7        | 107.69   |
| 7                               | Maria Sotskova           | Russia              | 170.20       | 7  | 58.43 | 6        | 111.77   |
| 8                               | Anastasia Galustyan      | Armenia             | 161.89       | 5  | 64.15 | 10       | 97.74    |
| 9                               | Gerli Liinamäe           | Estonia             | 157.16       | 13 | 50.88 | 8        | 106.28   |
| 10                              | Angelīna Kučvaļska       | Lettonia            | 157.10       | 8  | 55.14 | 9        | 101.96   |
| 11                              | Camilla Gjersem          | Norvegia            | 143.42       | 11 | 52.31 | 11       | 91.11    |
| 12                              | Elżbieta Gabryszak       | Polonia             | 141.07       | 12 | 52.22 | 15       | 88.85    |
| 13                              | Eliška Březinová         | Rep. Ceca           | 140.09       | 14 | 50.49 | 14       | 89.60    |
| 14                              | Valentina Matos          | Spagna              | 139.91       | 15 | 49.01 | 13       | 90.90    |
| 15                              | Elettra Maria Olivotto   | Italia              | 139.21       | 16 | 48.17 | 12       | 91.04    |
| 16                              | Elzbieta Kropa           | Lituania            | 127.21       | 18 | 44.39 | 16       | 82.82    |
| 17                              | Aiza Mambekova           | Kazakistan          | 124.41       | 20 | 43.75 | 18       | 80.66    |
| 18                              | Bronislava Dobiášová     | Slovacchia          | 122.13       | 19 | 43.89 | 20       | 78.24    |
| 19                              | Lara Roth                | Austria             | 121.57       | 17 | 46.72 | 21       | 74.85    |
| 20                              | Joanna So                | Hong Kong           | 119.44       | 21 | 38.55 | 17       | 80.89    |
| 21                              | Kim Na-hyun              | Corea del Sud       | 116.46       | 23 | 36.14 | 19       | 80.32    |
| 22                              | Romana Kaiser            | Liechtenstein       | 104.33       | 22 | 36.84 | 23       | 67.49    |
| 23                              | Sinem Kuyucu             | Turchia             | 102.56       | 24 | 34.01 | 22       | 68.55    |
| WD                              | Zhao Ziquan              | Cina                | ritirata     | 9  | 54.17 | ritirata | ritirata |
| Non ammesse al programma libero |                          |                     |              |    |       |          |          |
| 25                              | Simona Gospodinova       | Bulgaria            | 29.77        | 25 | 29.77 | N.D.     | N.D.     |
| 26                              | Maruša Udrih             | Slovenia            | 28.93        | 26 | 28.93 | N.D.     | N.D.     |
| 27                              | Thita Lamsam             | Thailandia          | 27.19        | 27 | 27.19 | N.D.     | N.D.     |
| 28                              | María Paula Dieck        | Messico             | 26.36        | 28 | 26.36 | N.D.     | N.D.     |
| 29                              | Zahra Lari               | Emirati Arabi Uniti | 24.90        | 29 | 24.90 | N.D.     | N.D.     |
| 30                              | Maral-Erdene Gansukh     | Mongolia            | 24.75        | 30 | 24.75 | N.D.     | N.D.     |
| 31                              | Tasya Putri              | Indonesia           | 23.13        | 31 | 23.13 | N.D.     | N.D.     |
| 32                              | Eva Dögg Sæmundsdóttir   | Islanda             | 22.32        | 32 | 22.32 | N.D.     | N.D.     |
| 33                              | Sze Chyi Chew            | Malaysia            | 20.51        | 33 | 20.51 | N.D.     | N.D.     |
| 34                              | Mikayla Fabian           | Filippine           | 17.55        | 34 | 17.55 | N.D.     | N.D.     |
| 35                              | Ana Carla Decottignies   | Brasile             | 8.21         | 35 | 8.21  | N.D.     | N.D.     |

### Coppie
| Posizione | Nome                                   | Nazione    | Punti totali | SP | SP    | FS | FS     |
| --------- | -------------------------------------- | ---------- | ------------ | -- | ----- | -- | ------ |
| 1         | Alisa Efimova / Alexander Korovin      | Russia     | 171.01       | 2  | 57.72 | 1  | 113.29 |
| 2         | Anastasia Poluianova / Dmitry Sopot    | Russia     | 169.99       | 1  | 58.92 | 2  | 111.07 |
| 3         | Alexandra Koshevaya / Dmitry Bushlanov | Russia     | 151.78       | 3  | 54.75 | 3  | 97.03  |
| 4         | Zhansaya Adykhanova / Abish Baytkanov  | Kazakistan | 83.28        | 4  | 27.64 | 4  | 55.64  |

### Danza su ghiaccio
| Posizione | Nome                                   | Nazione   | Punti totali | RD | RD    | FS | FS     |
| --------- | -------------------------------------- | --------- | ------------ | -- | ----- | -- | ------ |
| 1         | Betina Popova / Sergey Mozgov          | Russia    | 183.01       | 1  | 71.46 | 2  | 111.55 |
| 2         | Sofia Evdokimova / Egor Bazin          | Russia    | 181.33       | 2  | 68.32 | 1  | 113.01 |
| 3         | Adelina Galyavieva / Louis Thauron     | Francia   | 177.23       | 3  | 68.02 | 3  | 109.21 |
| 4         | Juulia Turkkila / Matthias Versluis    | Finlandia | 171.22       | 4  | 63.80 | 4  | 107.42 |
| 5         | Anastasia Shpilevaya / Grigory Smirnov | Russia    | 166.82       | 6  | 62.19 | 5  | 104.63 |
| 6         | Julia Wagret / Pierre Souquet          | Francia   | 164.21       | 7  | 60.73 | 6  | 103.48 |
| 7         | Katharina Müller / Tim Dieck           | Germania  | 161.27       | 5  | 62.68 | 7  | 98.59  |
| 8         | Chiara Calderone / Pietro Papetti      | Italia    | 151.76       | 8  | 59.60 | 8  | 92.16  |
| 9         | Victoria Manni / Carlo Röthlisberger   | Svizzera  | 145.65       | 9  | 56.62 | 9  | 89.03  |
| 10        | Emily Monaghan / Ilias Fourati         | Ungheria  | 137.14       | 10 | 53.73 | 10 | 83.41  |
| 11        | Yuzhu Guo / Pengkun Zhao               | Cina      | 132.66       | 11 | 51.45 | 11 | 81.21  |
| 12        | Matilda Friend / William Badaoui       | Australia | 120.38       | 13 | 44.44 | 12 | 75.94  |
| 13        | Mina Zdravkova / Christopher M. Davis  | Bulgaria  | 119.63       | 12 | 44.44 | 13 | 75.19  |

### Pattinaggio sincronizzato
| Posizione | Nome              | Nazione   | Punti totali | SP | SP    | FS | FS     |
| --------- | ----------------- | --------- | ------------ | -- | ----- | -- | ------ |
| 1         | Team Unique       | Finlandia | 228.79       | 1  | 85.49 | 2  | 143.30 |
| 2         | Marigold IceUnity | Finlandia | 224.97       | 3  | 81.50 | 1  | 143.47 |
| 3         | Tatarstan         | Russia    | 218.22       | 2  | 82.23 | 3  | 135.99 |
| 4         | Dream Team        | Russia    | 119.32       | 4  | 39.23 | 4  | 80.09  |

## Medagliere
| Posiz. | Nazione    | Oro | Argento | Bronzo | Totale |
| ------ | ---------- | --- | ------- | ------ | ------ |
| 1      | Russia     | 2   | 3       | 3      | 8      |
| 2      | Finlandia  | 1   | 1       | 0      | 2      |
| 3      | Italia     | 1   | 0       | 0      | 1      |
| 3      | Giappone   | 1   | 0       | 0      | 1      |
| 5      | Kazakistan | 0   | 1       | 0      | 1      |
| 6      | Francia    | 0   | 0       | 1      | 1      |
| 6      | Georgia    | 0   | 0       | 1      | 1      |
| Totale | Totale     | 5   | 5       | 5      | 15     |